# جابر شاكر
جابر شاكر (1 يناير 1987 بغداد العراق - ) هو لاعب كرة قدم عراقي يلعب كلاعب وسط.

## وصلات خارجية
- جابر شاكر على موقع ناشيونال فوتبول تيمز (الإنجليزية)